# جيم أبوت (سياسي)
جيم أبوت هو سياسي كندي، ولد في 18 أغسطس 1942 في تورونتو في كندا. حزبياً، نشط في حزب المحافظين الكندي. وقد انتخب عضو مجلس العموم الكندي.